# Anas
Anas är ett släkte inom familjen änder (Anatidae). Trots att släktet nyligen delats upp i flera mindre är det fortfarande det största inom familjen, med ett 30-tal arter. Arterna är vida spridda och förekommer på alla kontinenter utom Antarktis. 

## Systematik
Detta släktes fylogeni är bland de mer förvirrande bland levande fåglar. Forskningen hämmas av det faktum att utkristalliseringen av de två största grupperna inom släktet, krickorna och gräsandsgruppen, skedde snabbt och relativt sent, ungefär under mellersta till sen pleistocen. Utöver detta har även hybridisering under en lång tid spelat en viktig roll i släktets evolution, där hybridisering inom undersläktena varit vanliga och hybridisering mellan undersläkten inte varit ovanliga och där avkomman varit fullt fertil. På grund av detta är släktskapet mellan arterna svåra att specificera och analyser av mtDNA sekvenser ger tvetydiga svar.
I en studie från 2014 analyserades två mitokondriegener i Anatidae. Resultaten tyder på att Anas så som det traditionellt är konstituerat inte är monofyletiskt, där en del av arterna står närmare de sydamerikanska släktena Amazonetta, Lophonetta, Speculanas och Tachyeres. Alla internationella taxonomiska auktoriteter följer dessa resultat och urskiljer dels gulkindad kricka i det egna släktet Sibirionetta, dels skedänder med släktingar i släktet Spatula. Även bläsänderna urskiljs numera vanligen i det egna släktet Mareca (tillsammans med snatterand och praktand), trots att de tydligt är närmast släkt med övriga Anas. Bläsandsgruppen har å ena sidan en mycket distinkt morfologi och ett specifikt beteende, men där de särskiljande faktorerna i analyser baserade på den mitokondriella genen för enzymet cytokrom b är få gentemot gräsandsgruppen. Sedan 2022 delar även svenska BirdLife Sveriges taxonomikommitté upp Anas.
Anas i begränsad mening kan delas upp i fem klader, med arter förekommande i Sverige inom parentes:
- "Gräsänder" i stora delar av världen (gräsand)
- "Stjärtänder" i stora delar av världen (stjärtand)
- "Krickor" i palearktis samt Nord- och Sydamerika (kricka)
- "Gråkrickor" i Australien, Sydostasien och på Madagaskar
- "Brunkrickor" i Nya Zeeland

### Arter inom släktet

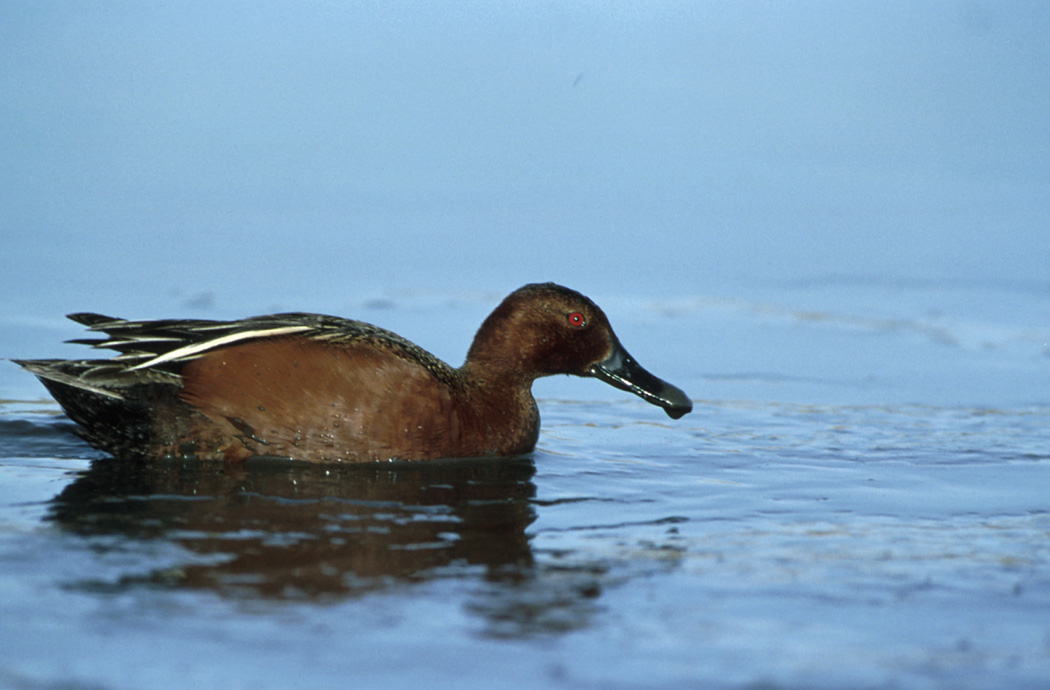
Kanelårta (Anas/Spatula cyanoptera)

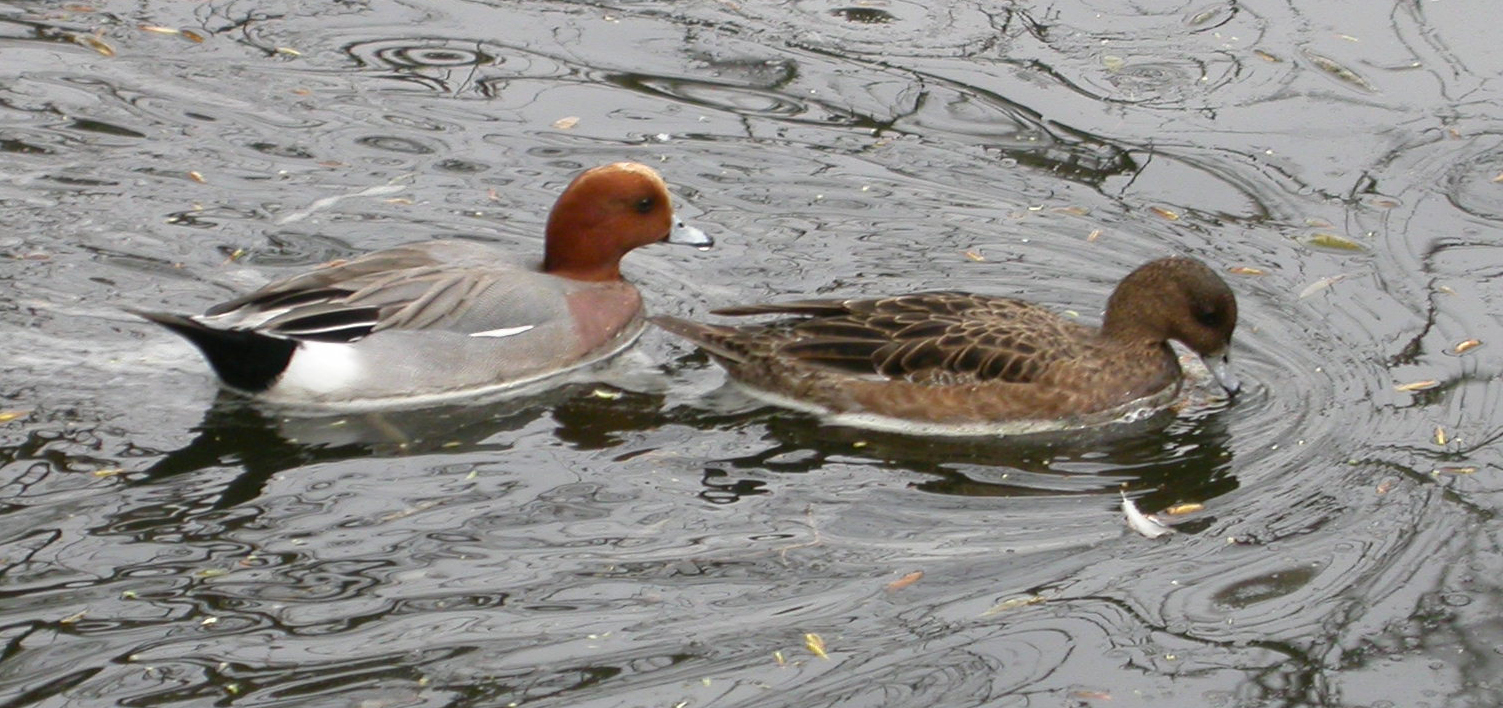
Bläsand (Anas/Mareca penelope)

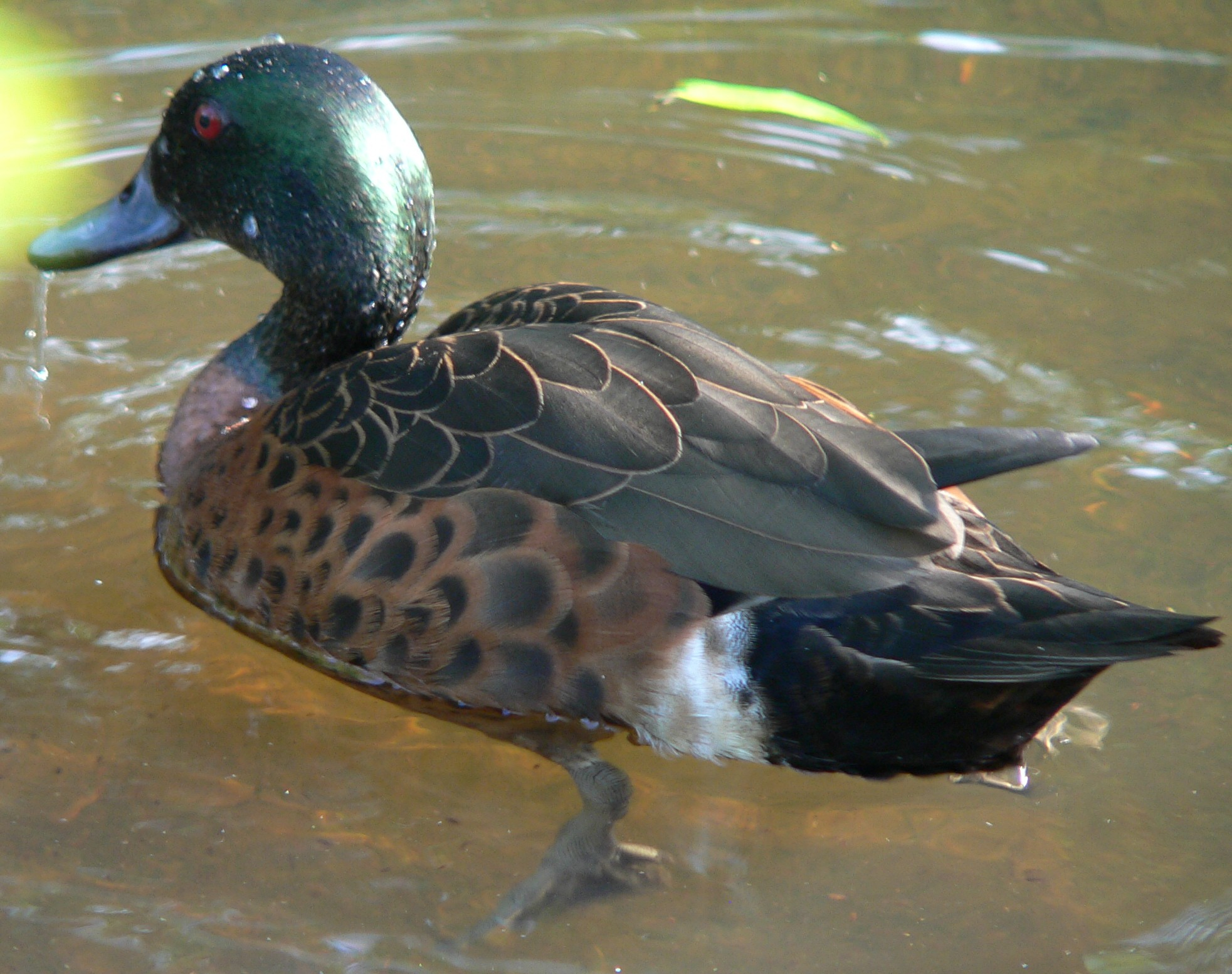
Kastanjekricka (Anas castanea)

Nedanstående lista inkorporerar nu levande arter och fåglar som dött ut under historisk tid. Ordningen och artgränserna i övrigt följer AviList:
- "Gräsänder"
  - Flodand (Anas sparsa)
  - Madagaskarand (Anas melleri)
  - Gulnäbbad and (Anas undulata)
  - Filippinand (Anas luzonica)
  - Stripand (Anas superciliosa)
  - Hawaiiand (Anas wyvilliana)
  - Laysanand (Anas laysanensis)
  - Kinesisk and (Anas zonorhyncha)
  - Fläcknäbbad and (Anas poecilorhyncha)
  - Gräsand (Anas platyrhynchos)
  - Mexikansk and (Anas diazi) – behandlades tidigare som underart till gräsanden
  - Svartand (Anas rubripes)
  - Fläckand (Anas fulvigula)
- "Stjärtänder"
  - Kapand (Anas capensis)
  - Bahamaand (Anas bahamensis)
  - Rödnäbbad and (Anas erythrorhyncha)
  - Gulnäbbad stjärtand (Anas georgica)
  - Stjärtand (Anas acuta)
  - Kerguelenand (Anas eatoni)
- "Krickor"
  - Kricka (Anas crecca)
  - Gulnäbbad kricka (Anas flavirostris)
  - Andinsk kricka (Anas andium)
- "Gråkrickor"
  - Sundakricka (Anas gibberifrons)
  - Andamankricka (Anas albogularis)
  - Kastanjekricka (Anas castanea)
  - Gråkricka (Anas gracilis)
  - Madagaskarkricka (Anas bernieri)
  - Maskarenkricka (Anas theodori) – utdöd sent 1690-tal
- "Brunkrickor"
  - Brunkricka (Anas chlorotis)
  - Aucklandkricka (Anas aucklandica)
  - Campbellkricka (Anas nesiotis)

### Arter som tidigare placerades inom släktetAnas
- Bronsvingad and (Speculanas specularis)
- Tofsand (Lophonetta specularioides)
- Papuaand (Salvadorina waigiuensis)
- Gulkindad kricka (Sibirionetta formosa)
- Årta (Spatula querquedula)
- Sumpand (Spatula hottentota)
- Punaand (Spatula puna)
- Silverand (Spatula versicolor)
- Sydamerikansk skedand (Spatula platalea)
- Kanelårta (Spatula cyanoptera)
- Blåvingad årta (Spatula discors)
- Kapskedand (Spatula smithii)
- Australisk skedand (Spatula rhynchotis)
- Skedand (Spatula clypeata)
- Snatterand (Mareca streptera)
- Praktand (Mareca falcata)
- Bläsand (Mareca penelope)
- Amerikansk bläsand (Mareca americana)
- Chilebläsand (Mareca sibilatrix)
- Amsterdamand (Mareca marecula – utdöd ca. 1800

### Fossila arter som placeras inom släktetAnas
Släktskapen är mestadels oklara.
- Anas isarensis – sen miocen i Aumeister, Tyskland
- Anas greeni – sen miocen?/tidig pliocen i South Dakota, USA
- Anas ogallalae – sen piocen?/tidig pliocen i Kansas, USA
- Anas pullulans – sen miocen?/tidig pliocen i Juntura, USA
- Anas eppelsheimensis – tidig pliocen i Eppelsheim, Tyskland
- Anas bunkeri – tidig?/mellersta pliocen–tidig pleistocen i USA
- Anas pachyscelus – sen pleistocen i Shore Hills, Bermuda
- Anas schneideri – sen pleistocen i Little Box Elder Cave, USA
- Anas cheuen – mellersta pleistocen i Argentina